# Preferência (economia)
Na esfera econômica e nas ciências sociais mais amplas, o conceito de preferência desvenda a intrincada ordem pela qual os agentes avaliam alternativas, buscando uma "escolha ideal", seja esta uma realidade concreta ou uma construção teórica. O âmago das preferências reside em avaliações subjetivas, atreladas a valores que refletem o raciocínio prático do indivíduo. Estas preferências, inerentemente pessoais, derivam de gostos, necessidades e outros fatores, diferenciando-se das variáveis econômicas como preços, disponibilidade de bens ou rendimento pessoal, que são externalidades a esse processo de escolha.
Em consonância com os princípios da economia clássica, presume-se que os agentes econômicos atuem racionalmente em busca de maximizar seu próprio interesse ao realizar escolhas. Contudo, a complexidade da psicologia humana desafia essa racionalidade, pois as preferências nem sempre seguem um padrão transitivo. A realidade dos seres humanos, sujeitos a emoções e influências diversas, pode resultar em escolhas não linearmente lógicas, e em certas circunstâncias, as preferências podem formar ciclos, obscurecendo a definição de uma escolha ótima. Exemplos concretos, como os dados de Efron (Dados intransitivos), ilustram essa dinâmica complexa e muitas vezes imprevisível.
O conceito de preferência não é meramente uma abstração econômica; ele desempenha um papel crucial em diversas disciplinas, permeando áreas como filosofia moral e teoria da decisão. As propriedades lógicas inerentes às preferências reverberam na teoria da escolha racional, impactando profundamente todos os domínios da economia moderna.
Ao adotar o método científico, os cientistas sociais buscam modelar o processo decisório humano, visando explicar os fundamentos causais do comportamento ou antecipar tendências futuras. Embora os economistas não se envolvam diretamente nas causas específicas das preferências individuais, a teoria da escolha se destaca por fornecer uma base robusta para a análise empírica da demanda, revelando padrões e tendências que fundamentam a compreensão do comportamento do consumidor.
A estabilidade de preferência emerge como um pressuposto fundamental subjacente à maioria dos modelos econômicos. Gary Becker, ao destacar a interligação dos pressupostos de maximização do comportamento, equilíbrio de mercado e preferências estáveis, ressalta a sua centralidade na abordagem econômica. Entretanto, essa estabilidade é questionada por condições mais complexas de adaptação, como explorado por Carl Christian von Weizsäcker em seu provocativo artigo "The Welfare Economics of Adaptive Preferences" (2005). Ele desafia a tradicional suposição da economia neoclássica de preferências fixas, reconhecendo a dinâmica e a adaptabilidade inerentes às escolhas humanas. Essa contestação destaca a evolução constante das preferências, sublinhando a necessidade de abordagens mais flexíveis e adaptativas na compreensão dos comportamentos econômicos.